# Karl Weiprecht Reinhard von Gemmingen

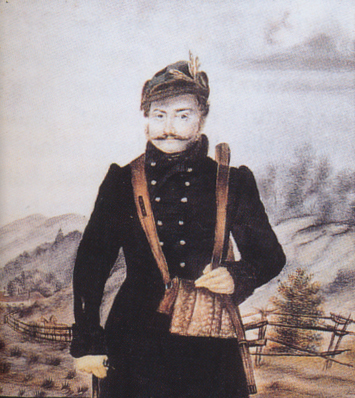
Karl Weiprecht Reinhard von Gemmingen (1797–1882)

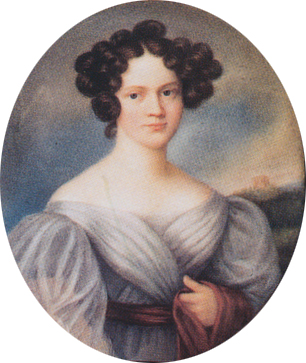
Porträt der ersten Gattin Emma von Uttenhofen († 1846)

Karl Weiprecht Reinhard von Gemmingen (* 16. September 1797 in Stuttgart; † 11. Februar 1882 in Bonfeld) war Sachsen-Meiningenscher Land-Oberjägermeister und Schlossherr im Bonfelder Oberschloss. 

## Leben

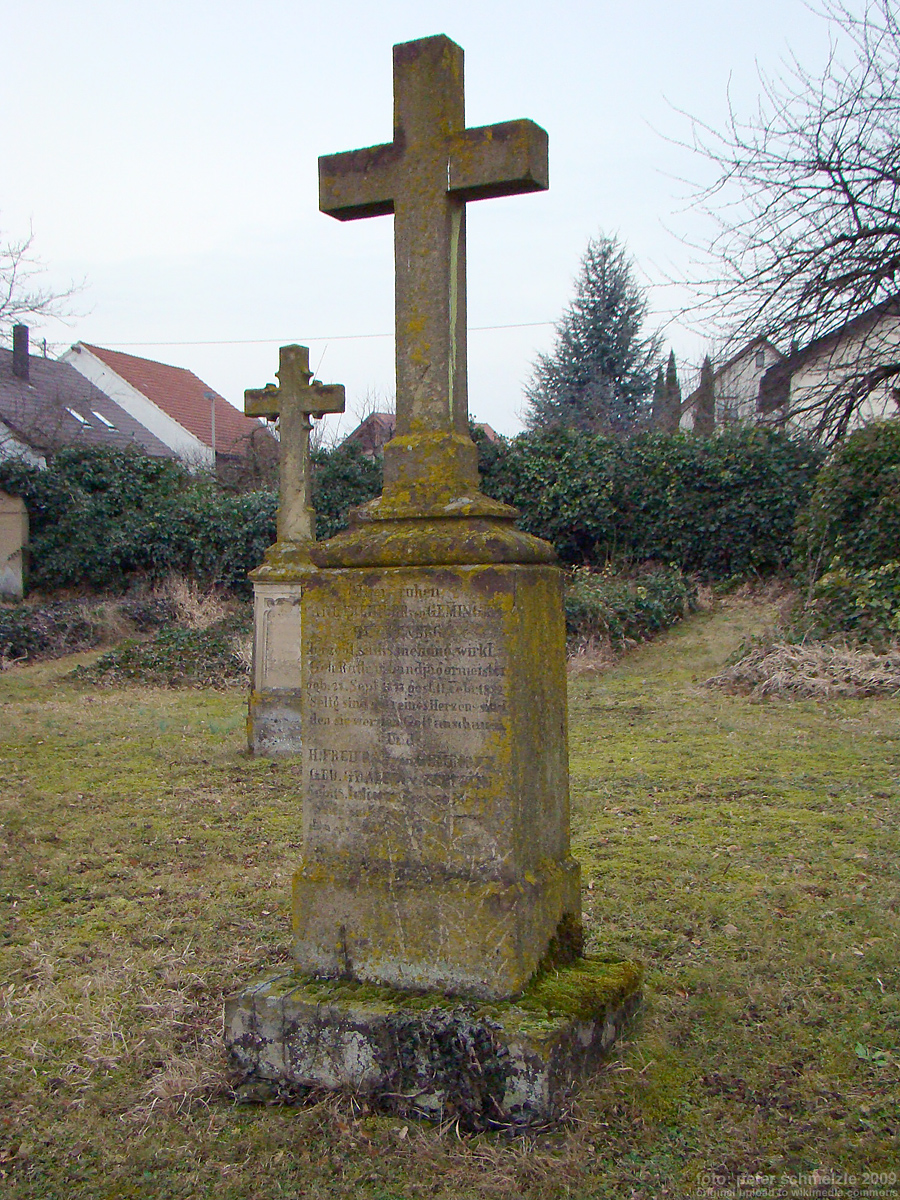
Grabmal in Bonfeld für Karl Weiprecht Reinhard von Gemmingen und seine zweite Frau Hippolyte von Gemmingen

Er war der älteste Sohn des Rittergutsbesitzers Karl Philipp von Gemmingen (1771–1831) aus dessen erster Ehe mit Sophie Auguste Louise von Degenfeld-Neuhaus (1767–1802). Nach dem frühen Tod der Mutter wuchs er zunächst im Pfarrhaus in Güglingen auf, ab dem zehnten Lebensjahr wurde er in Straßburg im Institut von Bernhard Rebouillet erzogen. Als Page kam er dann an den Hof von König Friedrich I. von Württemberg und trat später für kurze Zeit in ein württembergisches Jäger-Regiment ein, bevor er in Heidelberg studierte. Während seiner Studienzeit schloss er die Bekanntschaft mit dem späteren Herzog Bernhard II. von Sachsen-Meiningen, in dessen Dienste er trat und mit dem ihn eine lebenslange Freundschaft verband. Er besuchte als Praktikant zunächst die Forstakademie Dreißigacker, wurde dann Forstmeister in Meiningen und stieg schließlich zum Land-Oberjägermeister mit dem Titel eines Wirklichen Geheimen Rates und dem Prädikat Exzellenz auf. Er machte sich sehr um das sachsen-meiningensche Forstwesen verdient und hat den Herzog mehrfach auf Reisen nach Frankreich und England begleitet. Nachdem 1846 sein Bruder Eduard Friedrich Ludwig und seine erste Frau verstorben waren und er sich 1847 wiederverheiratet hatte, gaben die revolutionären Ereignisse des Jahres 1848 den Anlass dafür, den sachsen-meiningenschen Dienst zu quittieren und 1849 auf das zuvor von seinem verstorbenen Bruder bewirtschaftete Gut nach Bonfeld zu ziehen. Dort wurden seine Söhne außer durch einen Hofmeister auch durch die Absolventen eines zeitweilig bestehenden Lehrerseminars unterrichtet. 1852 zog er mit seiner Familie nach Karlsruhe, wo die Söhne ihre Ausbildung vollenden konnten. Als die Söhne außer Haus waren, pflegte er mit ihnen eine wissenschaftliche Korrespondenz, die er in Form von Vorträgen verfasste und die sein immenses Wissen über Politik und Geschichte zum Inhalt hatten. Auch Gedichte sind aus seiner Feder überliefert. 1865 zog er zurück nach Bonfeld. Er galt als leichtgläubig, was von anderen vielfach ausgenutzt wurde. Das Grabmal für ihn und seine zweite Gattin ist auf dem Bonfelder Friedhof erhalten.

## Familie
Er heiratete 1824 Emma von Uttenhofen (1804–1846). Dieser Ehe entstammten nach neun zunächst kinderlosen Ehejahren schließlich doch sieben Kinder, die beim Tod der Mutter alle noch nicht volljährig waren. Um die Erziehung der Kinder zu sichern, heiratete er 1847 Hippolythe von Zeppelin (1821–1882), wobei aus dieser Verbindung noch der Sohn Hyppolyt hervorging. Alle Söhne blieben ohne männliche Nachkommen.
Nachkommen:
- Reinhard Karl Traugott (1833–1835)
- Bernhard (1837–1871), Amtsrichter in Lahr
- Otto (1838–1892), Feldmarschall-Leutnant und Flügeladjutant Franz Joseph I.
- Sophie Emma Auguste (1839–1907) ⚭ Karl Freiherr von Racknitz zu Heinsheim (1827–1905)
- Dietrich (1840–1881) ⚭ Johanna von Kiderlen-Waechter (1854–1943), Hauptmann in Stuttgart
- Wilhelm August (1843–1887) ⚭ Hildegard Freiin von Holtz (1855–1932), Major in Stuttgart
- Fanny Pauline (1845–1924) ⚭ Edzard Graf zu Innhausen und Knyphausen (1835–1887)
- Hyppolyt (1856–1924) ⚭ Josefa Teixeira de Vasconcellos (1857–1943), württembergischer Generalmajor

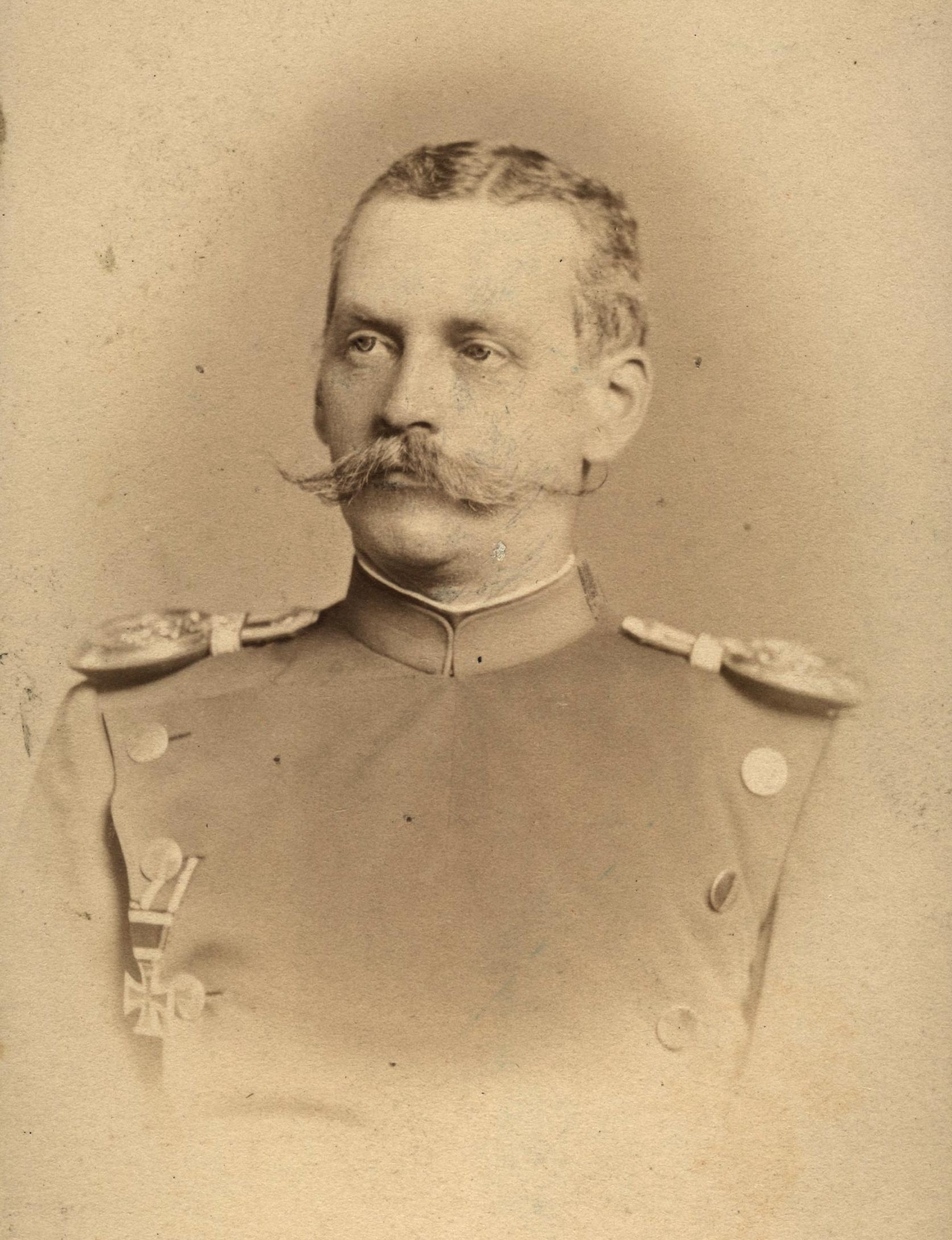
Dietrich
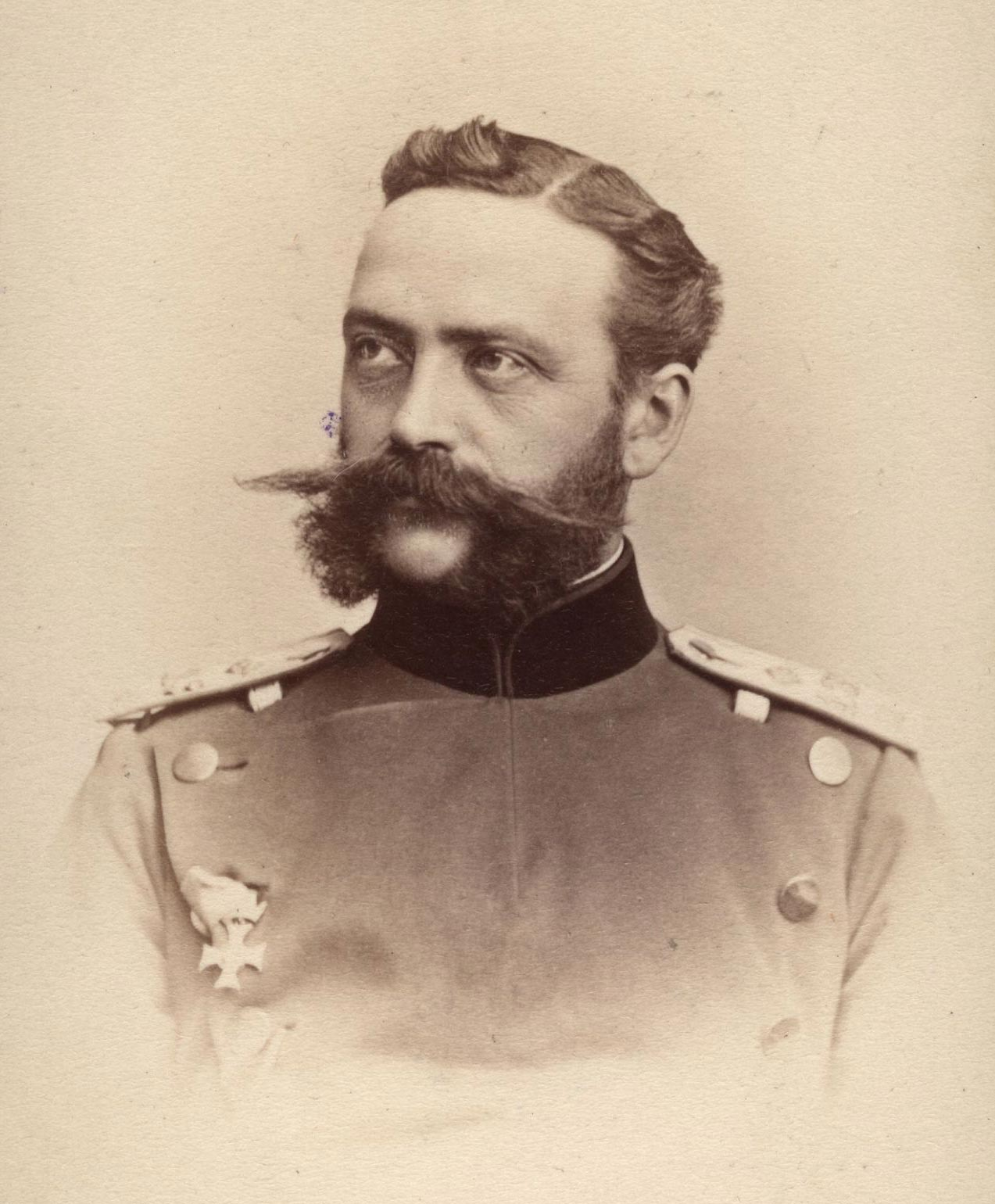
Wilhelm August
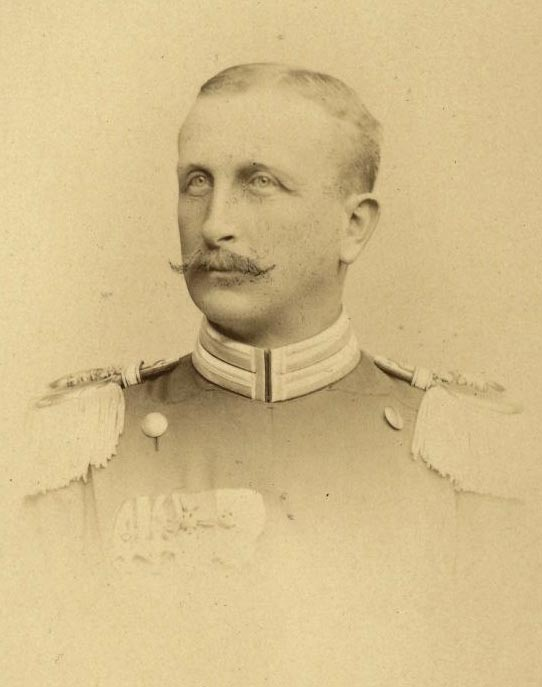
Hyppolyt